# 刘勰
劉勰（约460年至480年—約522年至538年），字彦和，法名慧地，祖籍东莞郡莒县（今山东省日照市莒县），居京口（今江蘇鎮江），是南朝時期的文学理论批评家。

## 家世
劉勰的家世可以追考至劉邦時期城陽國國王劉章，當時他為了在呂后中奪回權力，發動了宮廷政變，獲封為城陽王。劉章傳九世到劉雲，在位一年後，無子而國絕。永始元年（公元前14年），他的弟弟劉俚獲封為城陽王，以代之。在位25年之後，被王莽貶為公，次年參與了反莽起義。
反莽起義成功之後，劉俚的兄弟劉津因有功而封為平萊候，後徒居東莞郡，即是劉勰一支。在此之後，東漢至魏晉之間這一支沒有顯官行於世，《晉書》中沒有這一支的記載，也沒有家譜流傳於世，至劉撫為止。劉撫，字土安，是劉勰的六世袓，曾任彭城内史，生有兩支，一支是劉爽，即劉勰一脈，一支是劉穆之的父親。劉爽，字子明，曾任尚書都官郎，山阴縣令。四世祖劉仲道为余姚縣令，生有五子，為劉欽之、劉秀子、劉粹之、劉恭之、劉靈真。劉靈真即是劉勰的袓父，但是可能因為沒有出仕，因此史書沒有立傳，而只有《梁書·劉勰傳》有提到。劉勰的父親劉尚任越騎校尉，實際事跡不明，牟世金猜測因參與當時的建康戰事而死於元徽二年（公元474年）。
六世祖父母
- 刘抚，彭城内史。
- 前夫人孙荀公，东莞郡人
- 后夫人孙女寝，高密郡人

五世祖父母
- 刘爽，山阴縣令
- 赵淑媛，下邳郡人

曾祖父母
- 刘仲道，东晋建武参军，余姚縣令令
- 檀敬容，高平郡人

祖父
- 刘灵真

父亲
- 刘尚，劉宋越騎校尉[4]

## 生平

### 早年
劉勰的生平史料沒有明確記載，學者們有很多猜測。關於劉勰生年，學者沒有定論，但都不出460年至480年這一個範圍。在這一個時間帶出生之後，劉勰很早就失去了父親。劉勰父親劉尚的官職越騎校尉的官階是四品，秩二千品，在當時的社會地位是較為高的。因此，劉尚過世之後，劉勰的家庭毋此失去了重要的經濟來源。《梁書·劉勰傳》說他「篤志好學」，好於學習，家境贫困。
劉勰的母親史書也沒有明確的記載，學者大致估計，大概是過江的江北大族人家的女兒，劉尚去世的時候，應不足30歲，去世之年大致認為劉勰20歲左右。李慶甲說：「二十一至二十三歲，在家居喪三年」；范文瀾說「母歿當在劉勰二十歲左右」；牟世金認為，「劉勰二十歲，母歿」。《文心雕龍·指瑕》中，劉勰認為：「說考而不從，反道若斯，余不足觀矣」，可見劉勰是認同孝道的。結合兩者的猜測，劉勰在二十歲前後的時候應該有為其母居喪三年。
在居喪之後，劉勰依然沒有人舉薦。他離開了京口，前往建康上定林寺，是當時建康名氣最大的，依靠名僧僧祐。他前往上定林寺的目的主要有三個，第一是為了逃避徭役，永明元年（483年），齊武帝削除了沒落弟子的免役權，劉勰作為其中之一，面對「家貧」的處境會百上加斤。第二是為了安心讀書。第三是為了結識上流人物，利用僧祐的地位，結交上層權貴，以求出身。
劉勰在定林寺時主要做了三件事，包括幫助僧祐校經，為名僧寺塔撰寫碑銘，以及撰寫《文心雕龍》。《梁書·劉勰傳》指：「依沙門僧佑，與之居處，積十餘年，遂博通經論，因區別部類，錄而序之。今定林寺經藏，勰所定也。」校經方面，學者依據史料對於定林寺的藏經進行了推算，指入寺前大約有八千卷經左右。而當中，因為譯者水平之限，又或者原文意義理解有異，又或者根本是假經，而需要校定。而這些經典中有約四百六十部是各寺院中只聞其名，未見其書的失譯之書，是僧祐辛苦尋求所得。因此「今定林寺經藏，勰所定也。」可見僧祐對於對於劉勰的信任。
寫作碑銘方面，492年，定林寺的高僧超辯過世，劉勰為他寫作了碑文。494年，為過世的僧柔寫作碑文。從《出三藏記集》觀察，可能還寫作了《上定林寺碑銘》和《建初寺初創碑銘》。《上定林寺碑銘》內容很可能記載了上定林寺的創建歷史。而《建初寺初創碑銘》中的建初寺由赤烏十年（247年）到建武四年（497年）已經有250年，此寺也是由僧祐所主持，劉勰可能在僧祐的指示下為此寺建碑銘。
學者估計，以創作《文心雕龍》時間來說最少也需要一至兩年，長則要三至五年左右。據《文心雕龍·序志》所記，「齒在踰立......于是搦筆和墨，乃始論文。」一般認為，「齒在踰立」的說法指的是三十出頭。劉勰在完成創作之後，未被當時的人所接受。他重視自己的文章，於是希望得到沈約的認同，並希望得他的引薦。但當是沈約的名氣相當高，沒有方法可以接觸到他，於是便帶着《文心》，裝作商人等候沈約離開家中，當沈約離開的時候，便擋在沈約的車前。沈約取了他的書來看，認為他的書「深得文理」，大為重視他，經常將《文心》放在案頭觀看。

### 進入官場
據《梁書·劉勰傳》所記，「天監初年，起家奉朝請，中軍臨川王宏引兼記室，遷車騎倉曹參軍」。現在學者大多認為劉勰之所以任「奉朝請」一職是因為得到沈約舉薦。奉朝請實際上只是一個榮譽官銜，沒有自己的屬員，只是為了安置閑散官員所設的。當時，劉勰依然在定林寺居住。接着，他出任了蕭宏的記室。學者估計，劉勰出任蕭宏的記室的時候大約在天監二年至三年（503-504年），因為在那個時候蕭宏升任了才中軍將軍。據史料，天監七年十一月至次年四月（508-509年），他奉梁武帝蕭衍之詔和僧智、僧旻等三十人到定林寺整理佛經，編寫《眾經要抄》。完成之後，劉勰由記室升任為倉曹參軍，派入車騎將軍府，當時任車騎將軍的是王茂。
據《梁書》記載，之後他「出為太末令（太末即今浙江衢縣），政有清職」。學者估計，他出任的年份在天監九年（510年）左右。在出任縣令之後，學者估計經過一年至三年之後，升任「仁威南康王記室，兼東宮通事舍人」，即擔任蕭統的記室，掌管文書。蕭統當時只有七歲，因此工作基本上都要依靠屬官自行決定，職務相對上一次任記室為多。通事舍人一職，用於傳達皇帝旨意，當時官職大多以其他官員兼職。在仁威將軍府時，主要協助當時的長史王僧孺處理職務，此外又為剡縣石城寺撰寫了碑文。
天監十七年（518年）五月十六日，他的恩師在建初寺圓寂，終年74歲，劉勰為他撰寫了碑文。自天監十七年八月開始，蕭衍改變了他殺牲祭袓的舊規，改為要求改用蔬果祭祀袓廟。於是劉勰見此情況，上表建議二郊祭祀都應該同樣改用蔬果，得到了接納。上表不久，獲提拔為步兵校尉。步兵校尉是一個武官，在當時只是名譽頭銜，因此實際上依然是行通事舍人一職。在此之後的生平學者分歧較大。但大致依據《梁書》來說，有詔令令他和慧震一起到定林寺抄經，完成之後請求出家。當時的皇帝不准，於是他燒自己的頭髮並立下誓言，才得到准許，並改名作慧地，次年過世。

## 爭論

### 生年
各家大致推測生年都是以《文心雕龍·序志》所提出「齒在踰立」倒推。梁繩褘主張460年說；王更生推定為464年；范文瀾定為465年，台灣學者華仲麔、張嚴、王金凌、譚家定、黃公偉、以及是日本學者興膳宏等都定為465年左右。郭晉稀定為467年；楊明照、李曰剛則定為470年；張恩晉定為471年；賈樹新定為472年；以葉晨輝、施助等以劉勰在天監六、七年寫作《文心雕龍》估計，劉勰的生年也會更晚，即480年。

### 卒年
劉勰卒年各家推測差異相當大，主要可以分為三派。第一派主張劉勰出家於僧佑過世之後，即卒於普通年間。范文瀾在《文心雕龍注》中主張：「定林寺撰經，在僧祐沒後，蓋祐好搜校卷軸，自第一次校定後，增益必多，故武帝敕於慧震整理之」，認為他死於普通一至二年間（520年至521年）。陸侃如、牟世金、周振甫、楊明照早期都認同此說。王更生也認同此說，但主張卒於普通三年（522年）。牟世金同樣主張卒於普通三年。詹鍈、周紹恆主張卒於普通四、五年。周紹恆主張《梁書·劉勰傳》中的慧震即是劉之遴《吊震法師亡書》、《與震法府師兄李敬朏書》中的震法師，因此他完成撰經會到荊州的是間最遲不應該在普通七年間，由此倒推即普通四、五年。
第二派主張劉勰卒於蕭統死後，即中大通年間。這一派說法的依據主要將劉勰出家的原因、「未期而卒」與昭明太子的卒年一起聯系考察。李庆甲主張劉勰卒於中大通四年（532年），並以宋元其間的一些佛書作證。他的見解得到了修訂版《辭海》的使用，但是也有學者懷疑。如周振甫則認為「這些南宋和尚記事缺乏年代觀念，前後錯亂，不可為據」。牟世金指，劉勰不太可能在天監十八年至大通二年一直任步校尉一職，而且佛書也沒有說明具體的出處。 
第三派主張劉勰死於大同年間。朱文民主張以定林寺的藏書量來估計，可能要長時間來修經，以一兩年是不太可能完成的，由是估計卒於大同三、四年（537至538年）。楊明照後來於《文心雕龍校注拾遺》中考证出《梁书·文学传》是以传主的卒年先后排序，認為劉勰在大同四年出家，於是於四年和五年間卒。蕭洪林、邵力均認為莒縣的定林寺是由劉勰所建造的，認為《南史》刪去了「未期而卒」一句，是因為不可信。劉勰出家之後沒有「未期而卒」，而是北歸回到故鄉莒縣浮來山定林寺，在大同四年卒（538年），但是缺乏相關的証據，支持者不多。李曰剛認為按《文學傳》的序次，以及是佛書的記載，應是卒於大同五年（539年）。

### 士庶之辯
學者對於劉勰是士族還是庶民有所爭議。王利器認為，劉勰的曾祖父劉仲道曾經參與過劉裕的開國大業，而他的父親也曾經任過越騎校尉，因此家庭成份應是地主兼官僚。馬宏山認為劉勰的家世是地主兼官僚，只是在青少年時期，因為喪父而且家貧因此家道中落。王更生認為，劉勰是「系出名裔，世代書香，同時本人也身霑朝延雨露」，台灣學者大多依王更生的說法。潘重規又指，劉勰「六朝建碑，極為當世所重」，指當時碑文作者必然是出身於名門望族，假如是庶民的話不太可能得到當時人的認同。
認為是庶民的說法是由王元化首次提出。王元化認為，《宋書·劉穆之傳》一句記述劉穆之是劉肥後代為《南史》所刪，可見《南史》認為這個說法不可靠。而且在劉勰世系中，史書有立傳的劉穆之、劉秀之從出身來說，也不能發現士族的痕跡，而是顯示出他們是以寒人身份起家的。再者，以劉勰出身士族來說，也沒法解釋劉勰裝作商人向沈約獻書的理由。程天祐補充，他的父親名字是劉靈真，和其他兄弟都是以「之」作結有所不同，可能並不是血統相近的。程干祐、牟世金、周振甫、張少康都認可此說。

### 不結婚
劉勰終身沒有結婚。據《梁書》所記，他是因為家貧而不結婚的。馬宏山認為，劉勰出於士族，不可能和庶族結婚，而當時的士族大姓也不可能看得上他，出身士族是他不結婚的理由。楊明照認為他既然是早孤而也能讀書，可見他衣食不算空乏，可能是因為信佛才不結婚。

## 著作
- 《文心雕龍》
- 《滅惑論》，載於《弘明集》卷八
- 《梁建安王剡山石城寺石像碑》，載於《會稽掇英總集》卷十六
- 作者有爭議著作：
  - 《劉子》（一說是劉晝所作）
  - 《出三藏記集》（一說是僧祐所作）[25]

## 延伸阅读
[在维基数据编辑]
 在维基文库阅读此作者作品
 《梁書·卷50》，出自姚思廉《梁書》

## 引用
1. 1 2  孫蓉蓉 2008，第1-2頁.
2. ↑  朱文民 2009，第11-14頁.
3. ↑  朱文民 2009，第14-20頁.
4. ↑  朱文民 2009，第23頁.
5. ↑  周振甫 1996，第530-533頁.
6. ↑  朱文民 2009，第28-29頁.
7. ↑  朱文民 2009，第29-31頁.
8. ↑  朱文民 2009，第31-34頁.
9. ↑  朱文民 2009，第35頁.
10. ↑  朱文民 2009，第35-40頁.
11. ↑  朱文民 2009，第40-43, 50-51頁.
12. ↑  朱文民 2009，第50-56頁.
13. ↑  朱文民 2009，第55-60頁.
14. ↑  孫蓉蓉 2008，第7-8頁.
15. ↑  朱文民 2009，第65頁.
16. ↑  孫蓉蓉 2008，第2-3,7-8頁.
17. ↑  王更生 2010，第76頁.
18. ↑  李淼 1995，第69頁.
19. 1 2 3 4 5  周振甫 1996，第531-533頁.
20. ↑  王更生 2010，第119-120頁.
21. ↑  朱文民 2009，第116-117, 133-136頁.
22. ↑  李曰剛 1982，第2455-2456頁.
23. 1 2 3  李淼 1995，第69-71頁.
24. ↑  周振甫 1996，第529頁.
25. ↑  孫蓉蓉 2008，第14-17頁.

## 書目
- 李曰剛. . 台北: 國立編譯館. 1982.
- 楊明照. . 上海: 上海書店. 1995.
  - 李淼. . : 69-73.
- 周振甫. . 北京: 中華書局. 1996.
- 孫蓉蓉. . 北京: 中華書局. 2008.
- 朱文民. . 濟南: 山東人民出版社. 2009.
- 王更生. . 台北: 文史哲出版社. 2010.